# Store Heddinge Sogn
Store Heddinge Sogn er et sogn i Tryggevælde Provsti (Roskilde Stift).
Store Heddinge Sogn lå i Store Heddinge Købstad. Store Heddinge Landsogn var en sognekommune, som hørte under Stevns Herred i Præstø Amt. Købstaden hørte kun geografisk til herredet. Ved kommunalreformen i 1970 var Store Heddinge købstad og landsogn kernen i Stevns Kommune. 
I Store Heddinge Sogn ligger Sankt Katharina Kirke.
I sognet findes følgende autoriserede stednavne:
- Barmhjertigheden (bebyggelse)
- Bjælkerup (bebyggelse, ejerlav)
- Eskesti (bebyggelse)
- Fægangen (bebyggelse)
- Godthåb (bebyggelse)
- Kirkeskov (areal)
- Kirkeskoven (bebyggelse)
- Kongeskov (bebyggelse)
- Louisenborg (landbrugsejendom)
- Mandehoved (bebyggelse)
- Overdrev (bebyggelse)
- Renge (bebyggelse, ejerlav)
- Segnhus (landbrugsejendom)
- Sigerslev (bebyggelse, ejerlav)
- Sigerslev Klint (bebyggelse)
- Skørengen (bebyggelse)
- Store Heddinge (bebyggelse)
- Store Heddinge Overdrev (bebyggelse)
- Storedal (bebyggelse)
- Storemark (bebyggelse)
- Tommestrup (bebyggelse, ejerlav)
- Vadet (bebyggelse)
- Vindehuse (bebyggelse)